# Труненков Дмитро В'ячеславович
Дмитро В'ячеславович Труненков (рос. Дмитрий Вячеславович Труненков; 19 квітня 1984, Красноярськ, Російська РФСР) — російський бобслеїст.

## Виступи на Олімпіадах
| Олімпіада     | Дисципліна | Місце                              |
| ------------- | ---------- | ---------------------------------- |
| Ванкувер 2010 | четвірка   | участь                             |
| Сочі 2014     | четвірка   | результат анульований через допінг |

## Дискваліфікація
27 листопада 2017 року рішенням Міжнародного олімпійського комітету за порушення антидопінгових правил позбавлений золотої медалі Олімпійських ігор 2014 року в Сочі та довічно усунений від участі в Олімпійських іграх.

## Зовнішні посилання
- Досьє на sport.references.com